# Sidney Souers
Sidney (William) Souers (ur. 30 marca 1892 w Dayton, zm. 14 stycznia 1973 w St. Louis) – amerykański admirał, pierwszy dyrektor Centrali Wywiadu (DCI) Stanów Zjednoczonych, mianowany 23 stycznia 1946 roku, w dzień po podpisaniu przez ówczesnego prezydenta USA, Harry'ego Trumana, rozporządzenia wykonawczego o powołaniu Grupy Centrali Wywiadu (Central Intelligence Group - CIG); funkcję tę pełnił do czerwca 1946 roku, jego miejsce zajął generał Hoyt Vandenberg.

## Życiorys
Student Uniwersytetu Purdue, absolwent Miami University w Ohio, dobrze prosperujący finansista. W latach 1920–1925 prezydent kompanii Mortgage & Securities w Nowym Orleanie. W latach 20. zajmował również stanowiska wiceprezesa i prezesa banku. W kwietniu 1929 roku uzyskał stopień porucznika rezerwy Marynarki Wojennej, w 1940 roku powołany został do służby czynnej i przydzielony do biura wywiadu okręgu Wielkich Jezior. Później zajmował inne stanowiska w wywiadzie, między innymi w okręgowych dowództwach marynarki wojennej w Charleston (Karolina Południowa), i San Juan (Portoryko). Następnie, od lipca 1944 roku, w Biurze Szefa Operacji Marynarki Wojennej w Waszyngtonie, jako zastępca szefa wywiadu Biura Wywiadu Marynarki Wojennej do spraw planowania. W 1945 roku awansowany do rangi admiralskiej i mianowany przedstawicielem sekretarza marynarki wojennej w rządowej komisji rozważającej koncepcję utworzenia centralnej instytucji wywiadowczej państwa, czym żywo zainteresowany był prezydent Truman. Grupa Centrali Wywiadu, bezpośrednia poprzedniczka Centralnej Agencji Wywiadowczej, powstała 22 stycznia 1946 roku, zaraz po likwidacji Biura Służb Strategicznych – OSS. Souers został formalnie mianowany jej szefem 24 stycznia 1946 roku – prezydent Truman zaprosił go do Białego Domu, by wręczyć mu insygnia władzy (czarny płaszcz i drewniany sztylet). Po pięciu miesiącach Souers ustąpił z funkcji DCI i na krótko wycofał się ze służby państwowej. Jednak już we wrześniu 1947 roku Truman mianował go pierwszym sekretarzem nowo utworzonej Rady Bezpieczeństwa Narodowego (National Security Council – NSC), tę funkcję pełnił do stycznia 1950 roku. Następnie, aż do przejścia na emeryturę w 1953 roku, był specjalnym doradcą prezydenta ds. bezpieczeństwa narodowego. Zmarł 14 stycznia 1972 roku w St. Louis w stanie Missouri.